# Faracala
Faracala é uma comuna rural do sul do Mali da circunscrição de Sicasso e região de Sicasso. Segundo censo de 1998, havia 6 009 residentes, enquanto segundo o de 2009, havia 7 174. A comuna inclui 12 vilas.

## História
Em 1889, o fama Tiebá Traoré (r. 1866–1893) sitiou Songuela e as vilas de Pessoba, Quintieri, Faracala, Zangorola e Zandiela enviaram tropas para resgatá-la.